# لوییز روسالس
 لوییز روسالس (انگلیسی: Luis Rosales؛ ۳۱ مهٔ ۱۹۱۰ – ۲۶ آوریل ۱۹۹۲) یک شاعر اهل اسپانیا بود.
وی همچنین برنده جوایزی همچون جایزه سروانتس شده است.